# Minneapolis
Pentru o privire generală a zonei metropolitane a celor două orașe "gemene", așa-numita "Twin Cities metropolitan area," vedeți articolul Minneapolis-Saint Paul.
Minneapolis este un oraș și sediul comitatului Hennepin, statul Minnesota, Statele Unite ale Americii. Minneapolis, Minnesota, se află pe partea dreaptă a cursului râului superior al fluviului Mississippi, în extremitatea central-estică a statului. Pe celălalt mal, se află capitala statului Minnesota, orașul Saint Paul.  Cele două, adesea numite orașe gemene (twin cities), constituie inima zonei metropolitane Minneapolis - Saint Paul.

## Personalități născute aici
- Charles Reisner (1887 - 1962), actor, regizor;
- George Roy Hill (1921 - 2002), regizor;
- John Tate (1925 - 2019), matematician.